# Joppolo Giancaxio
Joppolo Giancaxio település Olaszországban, Szicília régióban, Agrigento megyében. Lakosainak száma 1082 fő (2023. január 1.). Joppolo Giancaxio Agrigento, Raffadali, Santa Elisabetta és Aragona községekkel határos.

## Népesség
A település lakossága az elmúlt években az alábbi módon változott:
| Lakosok száma | 1248 | 1216 | 1082 |
|               | 2017 | 2018 | 2023 |